# Maya Angelou
Maya Angelou (/ˈmaɪ.ə ˈændʒəloʊ/; született Marguerite Ann Johnson, St. Louis, 1928. április 4. – Winston-Salem, Észak-Karolina, 2014. május 28.) háromszoros Grammy-díjas amerikai író és költő. Hat önéletrajzi műve, öt esszékötete, számos verseskötete jelent meg, több színdarab, film és tévéműsor készítésében vett részt, számtalan díjjal és több mint harminc díszdoktori címmel tüntették ki. Leginkább önéletrajzi műveiről ismert, melyekben gyermek- és fiatalkoráról számol be. Az első, az 1969-ben megjelent I Know Why the Caged Bird Sings („Tudom, miért énekel a rab madár”), mely tizenhét éves koráig követi nyomon életét, nemzetközi elismerést hozott neki.
Számtalan dologgal foglalkozott élete során, volt táncos night-clubban, prostituált, prostituáltak futtatója, szereplő a Porgy és Bess musicalben, koordinátor a Martin Luther King által szervezett Déli Keresztény Vezetők Konferenciáján, újságíró Egyiptomban és Ghánában a gyarmati sorból való felszabadulás idején, volt színdarabok, filmek és tévéműsorok szerzője, rendezője, producere és szereplője. 1991 óta az észak-karolinai Wake Forest University Reynolds professzora volt. Aktív részt vállalt a feketék polgárjogi küzdelmében, együtt dolgozott Martin Luther Kinggel és Malcolm X-szel. Az 1990-es évek óta évente körülbelül nyolcvan előadást tartott különböző helyeken, ezt nyolcvanéves kora után is folytatta. 1993-ban elszavalta On the Pulse of Morning („A hajnal pulzusa”) című versét Bill Clinton elnöki beiktatásán, ezzel ő lett az első költő, aki ilyen rendezvényen verset szaval 1961 óta, amikor Robert Frost szavalt John F. Kennedy beiktatásán.
I Know Why the Caged Bird Sings című műve megjelenésével egyike lett az első afroamerikai nőknek, akik magánéletükről beszéltek. A feketék és a nők szószólója, műveinek köszönhetően gyakran tartják a fekete kultúra védelmezőjének. Bár egyes amerikai könyvtárakból megpróbálták kitiltani műveit, világszerte széles körben olvassák őket. Nagy részük önéletrajzi ihletésű fikció, de egyes kritikusai tisztán önéletrajznak nevezik őket. Angelou tudatosan törekedett arra, hogy megváltoztassa az önéletrajzok általános szerkezetét, kritizálta a műfajt és kiterjesztette a fogalmát. Könyvei témái közé tartoznak a rasszizmus, az identitás, a család és az utazás.

## Élete és pályafutása

### Fiatalkora
Marguerite Johnson néven született a Missouri állambeli St. Louisban 1928. április 4-én. Apja Bailey Johnson, portás és a haditengerészet dietetikusa, anyja Vivian Johnson (született Baxter), ápolónő és kártyaosztó. Egy évvel idősebb bátyja, ifj. Bailey kezdte el Marguerite-et Mayának hívni. Mikor Angelou hároméves volt, szülei viharos házassága véget ért. Apjuk kíséret nélkül küldte el a két gyermeket az Arkansas állambeli Stampsbe apai nagyanyjukhoz, Annie Hendersonhoz. Henderson az amerikai feketék nagy részével ellentétben jó körülmények közt élt a nagy gazdasági világválság és a második világháború idején is, mert egy alapvető árucikkeket árusító kisboltot üzemeltetett, és mert jó befektetései voltak. Angelou visszaemlékezései szerint nagyanyja eleinte bódéból árult ételt a fekete munkásoknak, ebből fejlődött ki vállalkozása.
Négy évvel később az apa váratlanul megjelent, és visszavitte a két gyermeket anyjukhoz St. Louisba. Angelout nyolcéves korában megerőszakolta anyja barátja, egy bizonyos Freeman. Ezt megosztotta a bátyjával, aki viszont elmondta a családnak a történteket. Freemant elítélték, de csak egy napot töltött börtönben. Négy nappal a szabadulása után meggyilkolták, valószínűleg Angelou nagybátyjai. Angelou majdnem öt évre megnémult. „Úgy éreztem, a hangom ölte meg azt az embert. Megöltem azzal, hogy elmondtam a nevét. Úgy éreztem, sosem szólalok meg többé, mert a hangom bárkit megölhet.” Az életrajzát megíró Marcia Ann Gillespie és kollégái szerint ebben az időszakban fejlődött ki Angelou kivételes memóriája, a könyvek és irodalom iránti szeretete, és éles megfigyelőképessége.
Freeman halála után Angelou és bátyja ismét nagyanyjukhoz kerültek. A kislánynak a család egyik barátja, egy tanítónő, Bertha Flowers segített, hogy újra beszélni kezdjen, és ő ismertetett meg vele olyan szerzőket, mint Charles Dickens, William Shakespeare, Edgar Allan Poe, Douglas Johnson és James Weldon Johnson, akik egész későbbi életére és pályafutására nagy hatással voltak, valamint olyan fekete női művészeket, mint Frances Harper, Anne Spencer és Jessie Fauset. Mikor Angelou tizennégy éves lett, bátyjával együtt újra anyjához költöztek, a kaliforniai Oaklandbe. Itt járt középiskolába, a San Franciscó-i George Washington High Schoolba; emellett ösztöndíjjal táncot és drámát tanult a California Labor Schoolban. Érettségije előtt a város első fekete női villamoskalauzaként dolgozott. Tizenhét évesen, három héttel iskolái befejezése előtt adott életet fiának, Clyde-nak, aki szintén költő lett. Angelou harmadik önéletrajzi művében – Singin' and Swingin' and Gettin' Merry Like Christmas – említi, hogy fia Guy Johnsonra változtatta a nevét.
Angelou második önéletrajzi műve, a Gather Together in My Name meséli el, milyen volt az élete 17 és 19 éves kora között. A mű részletezi, hogy csúszott egyedülálló anyaként egyre lejjebb a társadalmi ranglétrán a szegénységig és a bűnözésig. Szakácsként dolgozott, prostituáltakat futtatott, és ő maga is prostituált lett. Párkapcsolatok, állások és városok követték egymást életében, míg igyekezett szakképzetlenül, magasabb tanulmányok nélkül felnevelni a fiát.

### Pályafutásának kezdete: 1951–61
1951-ben – annak ellenére, hogy ebben az időben rossz szemmel nézték a fajok közti kapcsolatokat, és saját anyja is helytelenítette – Angelou feleségül ment Enistasios „Tosh” Angeloshoz, egy görög műszerészhez, aki korábban tengerész volt, és zenészként próbált befutni. Ebben az időben modern táncokat tanult, és megismerkedett két táncos-koreográfussal, Alvin Aileyvel és Ruth Beckforddal. Angelou és Ailey tánccsoportot alakítottak Al és Rita néven, és San Franciscó-i fekete rendezvényeken léptek fel, de nem váltak sikeressé. Ezután Angelou férjével és fiával New Yorkba költözött, hogy afrikai táncokat tanulhasson Pearl Primus trinidadi táncosnőtől, de egy évvel később visszatértek San Franciscóba.
1954-ben Angelou házassága véget ért. Ezután táncosnőként dolgozott San Franciscó-i klubokban, közte a The Purple Onion night clubban, ahol calypso stílusban énekelt és táncolt. Mindeddig Marguerite Johnson vagy Rita néven lépett fel, de itteni menedzserei és támogatói tanácsára a különlegesebb Maya Angelou nevet választotta, ami kiemelte a többiek közül és tükrözte táncfellépései hangulatát. 1954–55-ben Európában turnézott a Porgy és Bess operával. Megpróbálta minden olyan ország nyelvét megtanulni, ahol járt, és pár év múlva már számos nyelven értett. 1957-ben a calypso népszerűségét kihasználva megjelentette első zenei albumát, Miss Calypso néven. (Ezt 1996-ban CD-n is kiadták.) Szerepelt a Calypso Heat Wave című musicalfilmben, melyben saját szerzeményeit adta elő. Egy kritikusa, John M. Miller szerint Angelou All That Happens in the Marketplace című dalának előadása a film legeredetibb pillanata.
Angelou 1959-ben találkozott James O. Killens regényíróval, az ő ösztönzésére költözött New Yorkba, hogy írói karrierjére koncentráljon. Csatlakozott a Harlemi Írószövetséghez, ahol számos afroamerikai szerzőt megismert, köztük John Henrik Clarke-ot, Rosa Guyt, Paule Marshallt és Julian Mayfieldet. Itt jelent meg először írása. Miután 1960-ban találkozott Martin Luther King polgárjogi aktivistával, és hallotta beszélni, Killensszel együtt megalapította a Cabaret for Freedom zenei revüt a Déli Keresztény Vezetők Konferenciája (Southern Christian Leadership Conference, SCLC) segítésére, majd az SCLC északi koordinátora lett. Lyman B. Hagen szerint Angelou hozzájárulása a polgári jogi küzdelemhez rendkívül sikeres és hatékony volt. Ebben az időben kezdődött apartheidellenes és Fidel Castro-párti aktivizmusa is.

### Afrika és aCaged Bird: 1961–69

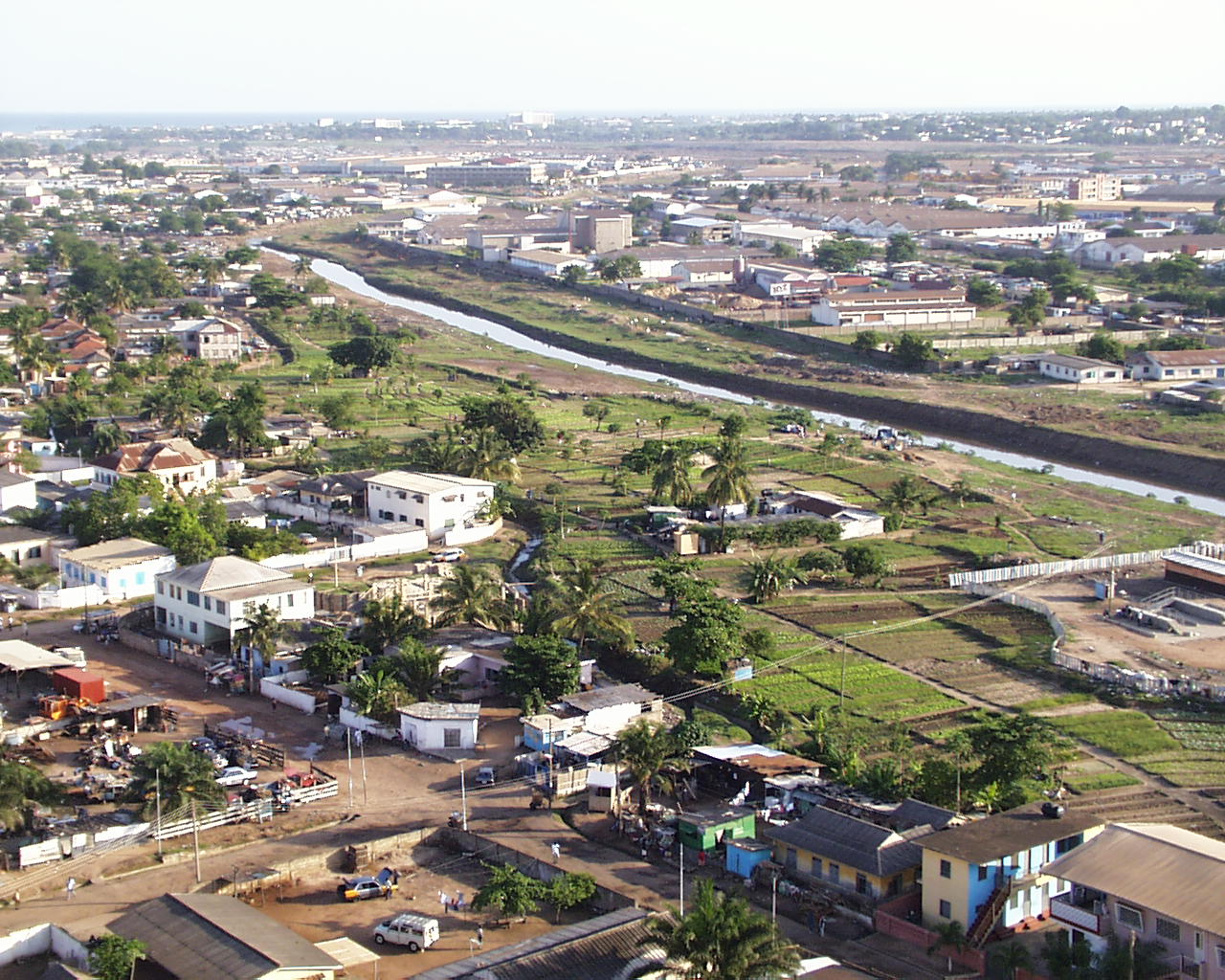
Angelou Afrikában leginkább a ghánai Accrában tartózkodott

1961-ben Angelou fellépett Jean Genet The Blacks című darabjában Abbey Lincolnnal, Roscoe Lee Brownnal, James Earl Jonesszal, Louis Gossett-tel, Godfrey Cambridge-dzsel és Cicely Tysonnal. Még ugyanebben az évben találkozott Vusumzi Make dél-afrikai szabadságharcossal, aki a partnere lett; hivatalosan sosem házasodtak össze. Angelou, férje és fia, Guy Kairóba költöztek, az írónő itt segédszerkesztő lett egy angol nyelvű hetilapnál, a The Arab Observernél. 1962-ben párkapcsolata véget ért, ekkor fiával Ghána fővárosába, Accrába költözött, hogy Guy egyetemre járjon, a fiú azonban súlyosan megsérült egy autóbalesetben, és számos gerincműtétre volt szüksége. Angelou Accrában maradt, amíg fia fel nem épült, és végül 1965-ig nem tért haza. Ghánában töltött ideje alatt a Ghánai Egyetemen dolgozott ügyintézőként, és aktív szerepet vállalt a Ghánában élő amerikai feketék közösségében. Szerkesztőként dolgozott a The African Reviewnél, szabadúszóként cikkeket írt a Ghanaian Timesba, dolgozott a Ghánai Rádiónak és fellépett a Ghánai Nemzeti Színházban. A The Blacks előadásával Genfben és Berlinben is fellépett.
Accrában barátkozott össze Malcolm X amerikai fekete polgárjogi vezetővel, aki az 1960-as évek elején tett látogatást az országban. Angelou később úgy nyilatkozott, testvéri kapcsolat alakult ki köztük. 1965-ben Angelou visszatért az Egyesült Államokba, hogy Malcolm X-szel közösen új polgárjogi szervezetet alapítsanak, az Organization of Afro-American Unityt („Szervezet az Afroamerikai Egységért”). Malcolm X-et nem sokkal később meggyilkolták. A gyászoló Angelou a bátyjához költözött Hawaiira, ahol felélesztette énekesi karrierjét, majd visszaköltözött Los Angelesbe, hogy ismét írói karrierjére összpontosítson. Marketingkutatóként dolgozott Los Angeles Watts negyedében, szegény feketék lakta városrészben, és szemtanúja volt az 1965 nyarán itt kitört lázongásnak. Színdarabokat is írt, és színpadra állításukkor szerepelt bennük. 1967-ben visszatért New Yorkba, találkozott egy közeli barátjával, Rosa Guyjal, és felelevenítette barátságát James Baldwinnal, akivel az 1950-es években találkozott Párizsban, és akit a testvérének nevezett. Barátja, Jerry Purcell anyagilag támogatta, hogy az írásra koncentrálhasson.
1968-ban Martin Luther King megkérte Angelout, hogy szervezzen meg egy tüntetést. Angelou beleegyezett, de elhalasztotta a dolgot. A sors fintoraként Kinget Angelou negyvenedik születésnapján gyilkolták meg. Angelou ezután éveken át nem ünnepelte meg születésnapját, ehelyett virágokat küldött King özvegyének, Coretta Scott Kingnek. Barátja, James Baldwin segítette ki a depresszióból. Ahogy Gillespie írta róla: „Bár 1968 fájdalommal, veszteséggel és szomorúsággal teli év volt, egyben ez volt az az év, amikor Amerika először meglátta Maya Angelou lelkének és kreatív zsenialitásának mélységét és széles skáláját.” Anélkül, hogy tapasztalattal rendelkezett volna ilyesmiben, megírta, elkészítette és narrálta a Blacks, Blues, Black! című tízrészes dokumentumfilm-sorozatot, ami a blues és a fekete amerikaiak afrikai öröksége közti kapcsolattal foglalkozott, illetve – ahogy ő fogalmazott – „az Egyesült Államokban jelen lévő afrikanizmusokkal”. A sorozat a National Educational Television, az PBS elődje számára készült. Szintén 1968-ban részt vett egy vacsorán Baldwinnal, Jules Feiffer képregényrajzolóval és feleségével, Judyval; itt jött az ötlete, hogy önéletrajzi művet írjon, melyre a Random House szerkesztője, Robert Loomis ösztönözte. Az I Know Why the Caged Bird Sings 1969-ben jelent meg, és nemzetközi elismerést kapott.

### Későbbi karrierje
1972-ben jelent meg Angelou Georgia, Georgia című, egy svéd cég által készített és Svédországban forgatott filmje. Ez volt az első film, melynek forgatókönyvét egy fekete nő írta. Bár a forgatásba csak kevéssé szólhatott bele, a filmzenét ő szerezte. 1973-ban San Franciscóban összeházasodott Paul du Feu walesi áccsal, Germaine Greer volt férjével. Az ezt követő tíz évben, ahogy Gillespie kijelentette, „többet elért, mint amennyit a legtöbb művész egy élet alatt”. Zeneszerzőként filmzenéket szerzett és Roberta Flack énekesnőnek írt dalokat. Cikkeket írt, novellákat, forgatókönyveket tévé- és dokumentumfilmekhez, önéletrajzi művei és verseskötetei jelentek meg, színdarabok producere lett, számos egyetem és főiskola vendégelőadója volt. Időnként színészként is szerepelt, 1973-ban Tony-díjra jelölték a Look Awayben játszott szerepéért. 1977-ben mellékszereplőként feltűnt a Gyökerek című tévésorozatban. Számos díjat kapott, világszerte több mint harminc egyetem díszdoktora lett.
Az 1970-es években megismerkedett Oprah Winfrey amerikai tévés személyiséggel, aki tévébemondóként dolgozott Baltimore-ban, és akinek közeli barátja és mentora lett. 1993-as esszékötetét, a Wouldn't Take Nothing for My Journey Now-t Winfreynek dedikálta. 1981-ben elvált du Feu-től, és visszatért a déli államokba, ahol az észak-karolinai Wake Forest University amerikai tanulmányok tanszékének Reynolds-professzora lett. Számos, az érdeklődési körébe tartozó témakörben tanított: filozófia, etika, teológia, természettudományok, színház és írás.

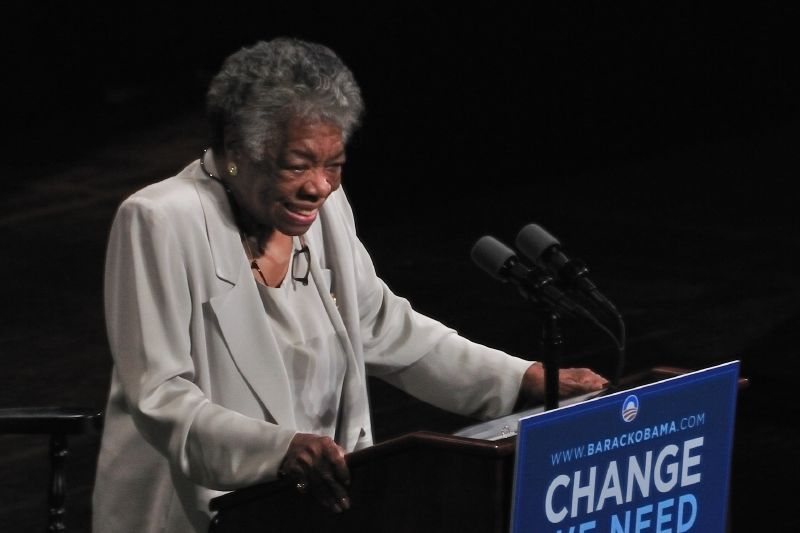
Maya Angelou beszédet mond Barack Obama kampányrendezvényén 2008-ban

1993-ban elszavalta On the Pulse of Morning című versét Bill Clinton elnök beiktatási ünnepségén, ezzel ő lett az első költő, aki ilyen rendezvényen verset szaval 1961 óta, amikor Robert Frost szavalt John F. Kennedy beiktatásán. Ez még jobban felhívta a figyelmet korábbi műveire, és ismertsége faji, gazdasági és műveltségi határokat lépett át. A vers hangfelvétele Grammy-díjat kapott. 1995 júniusában az ENSZ alapításának ötvenedik évfordulójára rendezett ünnepségen adta elő az A Brave and Startling Truth című művét, melyet Richard Long „második nyilvános versének” nevezett. 1996-ban valóra váltotta régi álmát, hogy filmet rendezhessen: ekkor készült a Down in the Delta, melyben Alfre Woodard és Wesley Snipes is szerepelt. Az 1990-es évek óta előadásaival járta az országot egy számára átalakított lakóbuszban; ezt a szokását nyolcvanéves korán túl is megtartotta. 2000-ben egy képeslapokból és dísztárgyakból álló sikeres termékcsaládot hozott létre a Hallmark képeslapgyártó céggel. 2002-ben, harminc évvel azután, hogy elkezdte megírni élettörténetét, megjelentette hatodik, utolsó könyvét ebben a témában, A Song Flung Up to Heaven címmel.
2008-ban, a demokrata párti előválasztások alatt Hillary Clinton szenátor mellett kampányolt. Mikor Barack Obama lett az elnökjelölt, Angelou őt támogatta. „Kezdjük kinőni a rasszizmus és szexizmus ostobaságait” – jelentette ki. 2010 végén írásait és pályafutásával kapcsolatos tárgyait egy, a feketék kultúráját kutató harlemi intézetnek adományozta. Ez több mint 340 doboz dokumentumból állt, köztük sárga papírra írt jegyzetekből az I Know Why the Caged Bird Singshez, egy 1982-ben Coretta Scott Kingtől kapott táviratból, rajongói levelekből és személyes, illetve munkaügyi levelezésből kollégáival, például szerkesztőjével, Robert Loomisszal.

### Magánélete
Egyes adatok arra utalnak, hogy Angelou részben a nyugat-afrikai mende népcsoportból származik. Ötödik önéletrajzi művében, az 1987-ben megjelent All God's Children Need Traveling Shoesban írja, hogy külseje alapján a mendékhez tartozó bambara népcsoport tagjaként azonosították. A PBS csatorna 2008-ban bemutatott dokumentumfilmje szerint Angelou anyai dédnagyanyja, Mary Lee, akit a polgárháború után felszabadítottak, korábbi fehér gazdájától, John Savintól esett teherbe. Savin arra kényszerítette Lee-t, hogy egy másik férfit nevezzen meg gyermeke apjaként. Savint perbe fogták, amiért hamis tanúzásra kényszerítette Lee-t, és bár bebizonyosodott, hogy a gyermeknek Savin az apja, az esküdtszék felmentette a férfit. Lee-t a Missouri állambeli Clinton megye szegényházába küldték lányával, Marguerite Baxterrel, aki Angelou nagyanyja lett. Angelou így írt Lee-ről: „szegény kicsi fekete lány, fizikailag és lelkileg is sérült.”
Angelou életének részletei, ahogy műveiben leírta és az interjúkban, beszédeiben és cikkeiben beszámolt róluk, ellentmondanak egymásnak. Kritikusa, Mary Jane Lupton szerint, amikor Angelou az életéről mesélt, azt ékesszólóan, de közvetlenül tette, és nem időrendben. Legalább kétszer volt férjnél, de sosem mondta el, pontosan hányszor is kötött házasságot, mert „félt, hogy komolytalannak tűnik”. Életrajzai és Gillespie szerint 1951-ben házasodott össze Tosh Angelosszal és 1973-ban Paul du Feu-vel, Vusumzi Makéhoz fűződő kapcsolata pedig 1961-ben kezdődött, bár vele formálisan nem kötött házasságot. Egy fia van, Guy, akinek születéséről első könyvében ír; egy fiú unokája és két dédunokája, valamint rengeteg rokona és barátja van. Anyja, Vivian Baxter és bátyja, Bailey Johnson, Jr., akik fontos szerepet töltöttek be életében és könyveiben, már meghaltak: anyja 1991-ben, bátyja 2000-ben, több agyvérzés után. 1981-ben unokájának anyja eltűnt a gyermekkel; Angelou csak nyolc év után talált rá újra a gyermekre. Erről 1986-ban megjelent My Grandson, Home at Last („Az unokám végre újra itthon”) című művében ír.
Gillespie szerint Angelou szereti, ha Dr. Angelounak szólítják. 2008-ban két lakással rendelkezett: eggyel az észak-karolinai Winston-Salemben és eggyel Harlemben, egyre növekvő könyvtárával, műgyűjteményekkel és jól felszerelt konyhával. Fő rezidenciáján, Winston-Salemben évente több ünnepséget is rendezett, többek közt hálaadáskor; a főzésben éppolyan tehetséges volt, mint az írásban, az előkelő ételektől a hétköznapiakig mindenben. 2004-ben megjelentette Hallelujah! The Welcome Table című könyvét, benne anyjától és nagyanyjától tanult receptekkel, melyeket történetek kötnek össze.
Az I Know Why the Caged Bird Singstől kezdve ugyanaz volt az írási módszere. Korán reggel felkelt, és bejelentkezett egy hotelszobába, ahol a személyzet már előre levett minden képet a falakról. Jegyzetfüzetekbe írt, semmi más nem volt nála, csak egy üveg sherry, egy pakli kártya, amivel pasziánszozott, a Roget's Thesaurus és a Biblia. Kora délután távozott 10-12 oldalnyi írott anyaggal, amiből estére a szerkesztés után 3-4 oldal lett. Ezt a módszert azért találta ki, hogy „bűvöletbe ejtse” magát, és, ahogy egy 1989-ben a British Broadcasting Corporationnek adott interjújában mondta, „újra átélje az agóniát, a szenvedést, a Sturm und Drangot.” Ilyenkor visszamegy az időben ahhoz az eseményhez, amiről ír, még a traumatikus eseményekhez is, hogy „elmondja az emberi igazságot” az életéről. Többször kijelentette, hogy gyakran azért kártyázik, hogy eljusson ebbe az állapotba és könnyebben elérje emlékeit. „Lehet, hogy egy órába is beletelik, amíg odajutok, de ha sikerül – az annyira jó érzés!” Nem érzi katartikusnak az élményt, de megkönnyebbül, ha leírhatja az igazságot.
2014. május 28-án reggel holtan találták otthonában. Egy ideje már egészségi problémákkal küzdött, több tervezett előadását is le kellett mondania.

## Művei
Angelou összesen hat önéletrajzi ihletésű művet írt. Mary Jane Lupton irodalomtudós szerint a Singin' and Swingin' and Gettin' Merry Like Christmas megjelenésével ő lett az első ismert afroamerikai életrajzíró, aki harmadik kötetet is írt a saját életéről. Könyvei időn és téren átívelnek, Arkansas-tól Afrikáig, majd vissza az Egyesült Államokig, a második világháború kezdetétől Martin Luther King meggyilkolásáig. A kritikusok hajlamosak a további önéletrajzokat a legnagyobb dicséretet kapott elsőhöz viszonyítva megítélni. Angelou ötkötetnyi esszét is írt, ezeket Hilton Als író „bölcsességkönyveknek” és „önéletrajzi szövegekkel összefűzött homíliáknak” nevezte. Egész pályafutása alatt ugyanaz volt a szerkesztője: Robert Loomis, a Random House 2011-ben visszavonult egyik vezető szerkesztője, akit a könyvkiadás egyik leghíresebb szerkesztőjeként tartottak számon. Angelou így nyilatkozott róla: „Kapcsolatunk eléggé legendás a kiadók körében.”
Hosszú pályafutása során ezenkívül verseskötetek, színdarabok, mozi- és tévéfilmek forgatókönyvei is születtek tollából, emellett színészként is fellépett, filmet és színdarabot rendezett és előadásokat is tartott. Első verseskötetét, az 1971-ben megjelent Just Give Me a Cool Drink of Water 'fore I Diiie-t Pulitzer-díjra jelölték, és Bill Clinton elnök is felkérte, hogy szavaljon beiktatási ünnepségén. Színészként számos színdarabban, filmben és tévéműsorban szerepelt, 1977-ben például a Gyökerek című tévésorozatban. Georgia, Georgia című forgatókönyve (1972) volt az első eredeti megfilmesített forgatókönyv fekete nőtől, és ő volt az első afroamerikai nő, aki jelentős filmet rendezett, a Down in the Deltát, 1998-ban. Az 1990-es évek óta tartott rendszeresen előadásokat több városban, nyolcvanéves korán túl is. 2008-ban verseket írt és szavalt M. K. Asante, Jr. The Black Candle című filmjéhez.

### Önéletrajzi művei
- I Know Why the Caged Bird Sings (1969): 1944-ig (17 éves koráig)
- Gather Together in My Name (1974): 1944–1948
- Singin' and Swingin' and Gettin' Merry Like Christmas (1976): 1949–1955
- The Heart of a Woman (1981): 1957–1962
- All God's Children Need Traveling Shoes (1986): 1962–1965
- A Song Flung Up to Heaven (2002): 1965–1968
- Mom & Me & Mom (2013): áttekintés

## Fogadtatása és öröksége

### Hatása
Amikor 1969-ben megjelent az I Know Why the Caged Bird Sings, Angelout újfajta memoáríróként üdvözölték, ő volt az egyik első afroamerikai nő, aki nyilvánosan képes volt írni magánéletéről. Hilton Als irodalomtudós szerint a fiatal fekete írónőket mindaddig a háttérbe szorították, nem voltak képesek saját műveik főszereplőivé válni. John McWhorter egyetértett ezzel, és apologetikusnak tartotta Angelou műveit. Szerinte Angelou annak az afroamerikai hagyománynak a része, amely a fekete kultúra védelmében jött létre: „irodalmi megjelenése annak a követelésnek, ami a kor fekete tudományos életét uralta”. Julian Mayfield író, aki szerint a Caged Bird „szavakkal leírhatatlan mestermű”, úgy vélte, hogy Angelou önéletrajzi művei nemcsak a fekete írónők, hanem általában az afroamerikai életrajz-irodalom egésze számára követendő például szolgálnak. Als szerint a Caged Bird azért úttörő szerepű, mert abban egy fekete önéletrajzíró „belülről ír a fekete tapasztalatról, védekezés és bocsánatkérés nélkül”. Művei révén Angelou közismert és nagy tiszteletben álló szószólója lett a feketéknek és a nőknek. Kétségkívül „Amerika leginkább szem előtt lévő fekete önéletrajzi írónője lett”, „a korszak egy jelentős hangja”. Ahogy Gary Younge kijelentette: „Maya Angeloura talán minden élő írónál inkább igaz, hogy az élete szó szerint a műve.”
Hilton Als szerint bár a Caged Bird fontos szerepet tölt be a fekete feminista művek terjedésében az 1970-es években, ez nem annyira eredetiségének köszönhető, mint inkább annak, hogy visszaadja a korszellemet, illetve azt az időszakot, amelyben született: az amerikai polgárjogi küzdelem lezárulása idejét. Als kijelentette, hogy Angelou írásai, melyeknek inkább célja a kitárulkozás, mint a politika vagy a feminizmus, több más írónőt is felszabadítottak, lehetővé tették számukra, hogy szégyen nélkül kitárulkozzanak a világ előtt. Angelou egyik kritikusa, Joanne M. Braxton szerint a Caged Bird „talán a legesztétikusabb életrajz” ebben az időszakban afroamerikai nőtől.

### Kritikai fogadtatása
Elsie B. Washington kritikus – valószínűleg annak a hatására, hogy Bill Clinton felkérte Angelout, hogy szavaljon a beiktatásán – „a fekete nők koszorús költőjének” nevezte Angelout. Az ünnepség után önéletrajzi és verseskötetei eladási példányszáma 300-600%-kal nőtt, és a Bantam Booksnak 400 000 példányt újra kellett nyomtatnia, hogy lépést tudjon tartani a kereslettel. A Random House, amely Angelou könyveinek keménykötésű kiadását forgalmazta és az év folyamán az ünnepségen elhangzott verset is megjelentette, közölte, hogy 1993 januárjában többet adtak el a műveiből, mint 1992-ben egész évben, ami 1200%-os növekedést jelentett. Mikor kritizálták, amiért élettörténetét írja meg, Angelou egyszer azt mondta: „Egyetértek Balzackal és azokkal a 19. századi írókkal, legyenek akár feketék, akár fehérek, akik azt mondják: 'Pénzért írok.'”
Angelou könyveit, főleg az I Know Why the Caged Bird Singset több szülő is kritizálta, emiatt számos helyen kivették az iskolai tananyagból és lekerült az iskolai könyvtárak polcairól. Az Országos Cenzúraellenes Szövetség szerint a szülők és az iskolák azt kifogásolták, hogy a műben leszbikus kapcsolat, házasság előtti együttélés, pornográfia és erőszak szerepel. Voltak, akik a könyv szexualitást részletesen ábrázoló részeit, a vallás nem kellőképpen tiszteletteljes bemutatását és a szöveg nyelvezetét kifogásolták. A könyv a harmadik helyre került az Amerikai Könyvtárosszövetség által összeállított, az 1990 és 2000 közti időszakban legtöbbet kifogásolt könyvek listáján, és a hatodik helyre a következő évtizedben.

### Díjai, elismerései
Angelout számos egyetem, irodalmi szervezet, kormányhivatal és más csoport tüntette ki munkájáért. A Caged Birdöt National Book Awardra, a Just Give Me a Cool Drink of Water 'fore I Diiie című verseskötetet Pulitzer-díjra, a Look Away című, 1973-ban bemutatott drámában nyújtott alakítását Tony-díjra, felolvasott verseinek hangfelvételét pedig háromszor is Grammy-díjra jelölték. 1995-ben könyvkiadója, a Random House adatai szerint ő vezette a leghosszabb ideig (két évig) a The New York Times puhafedelű nem fikciós könyveinek bestsellerlistáját. Két elnöki bizottságban szolgált, 2000-ben a National Medal of Arts, 2008-ban a Lincoln Medal, 2011-ben a Presidential Medal of Freedom kitüntetettje lett. Több mint harminc díszdoktori címet kapott. 2022 januárjában Angelou alakjával kerültek a forgalomba az amerikai negyeddollárosok, ezzel ő lett az első fekete nő, aki amerikai pénzérmén szerepel.

### Művei az oktatásban
Angelou műveit narratíva és multikulturális megközelítés szempontjából használták a tanárképzésben. Jocelyn A. Glazier, a George Washington University professzora az I Know Why the Caged Bird Sings és a Gather Together in My Name felhasználásával tanította a leendő tanárokat arra, hogy beszéljenek a faji kérdésről az osztályteremben. Glazier szerint Angelou öngúnya, humora, iróniája és az, ahogyan lekicsinyli a történteket, bizonytalanságban hagyja olvasóit afelől, mit hagyott ki írásaiból, és hogyan reagáljanak a leírtakra. Az, ahogyan leírja, hogyan tapasztalta meg a rasszizmust, arra kényszeríti fehér olvasóit, vizsgálják meg érzéseiket a fajjal és saját kivételezett helyzetükkel kapcsolatban. Glazier úgy találta, míg a kritikusok az Angelou által alkalmazott irodalmi módszerekre összpontosítottak, és arra, hol fér bele az afroamerikai önéletrajzirodalom kereteibe, az olvasók meglepetéssel reagálnak a történetre, főleg, amikor a műfaj keltette előzetes elvárásokkal veszik kézbe a kötetet.
Daniel Challener 1997-ben megjelent Stories of Resilience in Childhood („A gyermekkori rugalmasságról szóló történetek”) című művében a Caged Bird eseményeit elemezte, hogy bemutassa a gyermekek rugalmasságra való képességét. Challener úgy vélte, Angelou könyve hasznos keretet nyújt, amelyen belül megvizsgálhatóak azok az akadályok, melyekkel a Mayához hasonló gyermekek találkoznak, és az, hogyan segíthetnek a közösségek, hogy a gyermek sikeres legyen az életben, ahogyan Angelou. Chris Boyatzis pszichológus arra használta a könyvet, hogy kiegészítse tudományos elméletét és kutatását a gyermeki fejlődés olyan területein, mint az énfogalom és önbizalom kialakulása, az egó rugalmassága, alsóbbrendűség, a rossz bánásmód hatásai, nevelési stílusok, testvéri és baráti kapcsolatok, nemi szerepek, kognitív fejlődés, pubertás és az egyéniség alakulása serdülőkorban. Úgy találta, a könyv a való életből vett példákkal nagyon hatékonyan illusztrálja ezeket a pszichológiai fogalmakat.

## Stílusa az önéletrajzi művekben
Angelou írástechnikája, úgymint a párbeszédek, jellemzés, történetvezetés, helyszín és nyelvezet miatt könyveit gyakran az önéletrajzi fikció kategóriába sorolták be. Maria Lauret feminista tudós szerint Angelou szándékosan törekedett arra, hogy megváltoztassa az önéletrajzok általános szerkezetét azzal, hogy kritizálja és kiterjeszti a műfajt. Mary Jane Lupton szerint Angelou minden önéletrajza követi a műfaj elterjedt szerkezetét: egy szerző írta őket, az események időrendben követik egymást, megvan benne a műfajra jellemző jellemzés, technikák és témák. Angelou elismerte, hogy műveiben helyet kaptak fiktív elemek is, és Lupton is kijelentette, hogy Angelou hajlamos „eltérni attól az elterjedt vélekedéstől, hogy az önéletrajzi műnek igaznak kell lennie”. Ez párhuzamba állítható az abolicionizmus kori önéletrajzi művekkel, melyekben, ahogy Crispin Sartwell afroamerikai tudós megfogalmazta, az igazságot néha cenzúrázni kellett, hogy a szerző védje saját magát. Lyman B. Hagen szerint Angelou művei az afroamerikai önéletrajzi irodalom hagyományába illenek, de ezen belül egyedi értelmezést adnak a formának.
Az afroamerikai irodalmat tanulmányozó Pierre A. Walker szerint a fekete irodalom történelmét végigkísérte a kihívás, hogy a szerzőknek először műveik irodalmi státusáért kellett megküzdeniük, hogy elérhessék politikai céljaikat. Ezért tudta Angelout szerkesztője, Robert Loomis rávenni, hogy írja meg a Caged Birdöt: kihívást állított elé, tud-e olyan önéletrajzot írni, ami magas irodalomnak számít. Angelou elismerte, hogy követte a rabszolga-irodalom hagyományát abban, hogy „egyes szám első személyben beszélt a többes szám első személyről, azt mondta, hogy 'én', miközben azt értette alatta, hogy 'mi'.” John McWhorter szerint Angelou művei az afroamerikai kultúrát védik és harcolnak a negatív sztereotípiák ellen. Szerinte olybá tűnhet, mint ha a könyvek célközönsége nem felnőttekből, hanem gyerekekből állna, és megszerkesztésük igazolja a fekete kultúra védelmében tett törekvéseket. Úgy vélte, Angelou a tipikus, „nehéz helyzetben lévő fekete amerikai”-ként ábrázolja magát, és bár könyvei „elavultak”, elismerésre méltó, ahogy „megnyitották az utat a kortárss fekete írók előtt, hogy végre egyének lehessenek, nem egész fajuk képviselői egy személyben”. Lynn Z. Bloom Frederick Douglass írásaihoz hasonlította Angelou műveit, és úgy vélte, mindketten elérték céljukat: úgy írták le a fekete kultúrát, hogy érthetővé tették a szélesebb fehér közönség előtt.
Sondra O'Neale szerint bár Angelou költészete beleillik az afroamerikai szájhagyomány keretébe, „prózája a nyugati formák klasszikus technikáit alkalmazza”, és bár elkerüli az egy az egyben fekete nyelvezetet, párbeszédeiben sikeresen kifejezi a gettóstílust. McWhorter szerint a nyelv, melyet Angelou használ, és az emberek, akiket életrajzi írásaiban leír, nem valószerűek, így eltávolítják a szerzőt az olvasótól. „Sosem olvastam még olyan önéletrajzi írást, amelyben ennyire nehezen tudtam átérezni, hogy beszél a szereplő és ki ő valójában.” Úgy érezte többek között, hogy a fontos szereplők, mint maga Angelou, a fia, Guy és az anyja, Vivian nem úgy beszélnek, ahogy várható lenne, beszédük „meg lett tisztítva”; Guy a fiatal fekete férfit, Vivian az idealizált anyafigurát jelképezi, és a merev beszédmód, melyet Angelou használ leírásuknál és párbeszédeikben, mintha szándékosan próbálná bizonygatni, hogy a feketék képesek a standard nyelvváltozattal kifejezni magukat. Elismerte, hogy a stílusért nagyban felelős a művek apologetikus jellege. Mikor a mű született, az 1960-as évek végén, az irodalomban elvárt volt az organikus egység, és az író igyekezett olyan művet írni, ami megfelel ennek az elvárásnak. A műben leírt események novellák sorozataként követik egymást, de nem áll fenn szigorú időrend, ehelyett egyes témák köré csoportosulnak, úgymint rasszizmus, önazonosság, család, utazás. Valerie Sayers irodalomtudós szerint Angelou költészete és prózája hasonló, mindkettő a szerző közvetlen hangvételén, az állandó ritmus és a hirtelen váltásokon, a hasonlatokon és metaforákon alapul. Hagen szerint Angelou műveire a hagyományos irodalmi kánon és az afroamerikai közösség szájhagyománya is hatással volt; írásaiban több mint 100 irodalmi alakra utalt, de a blueszene jellegzetességeit is felhasználta, köztük az élet és küzdelmeinek taglalását, az ironikus alábecsülést, a természetes metaforákat, ritmusokat és intonációkat. Nem történetszálon alapulnak az írásai, hanem személyes élmények és történelmi események formálják könyveit.

## Költészete

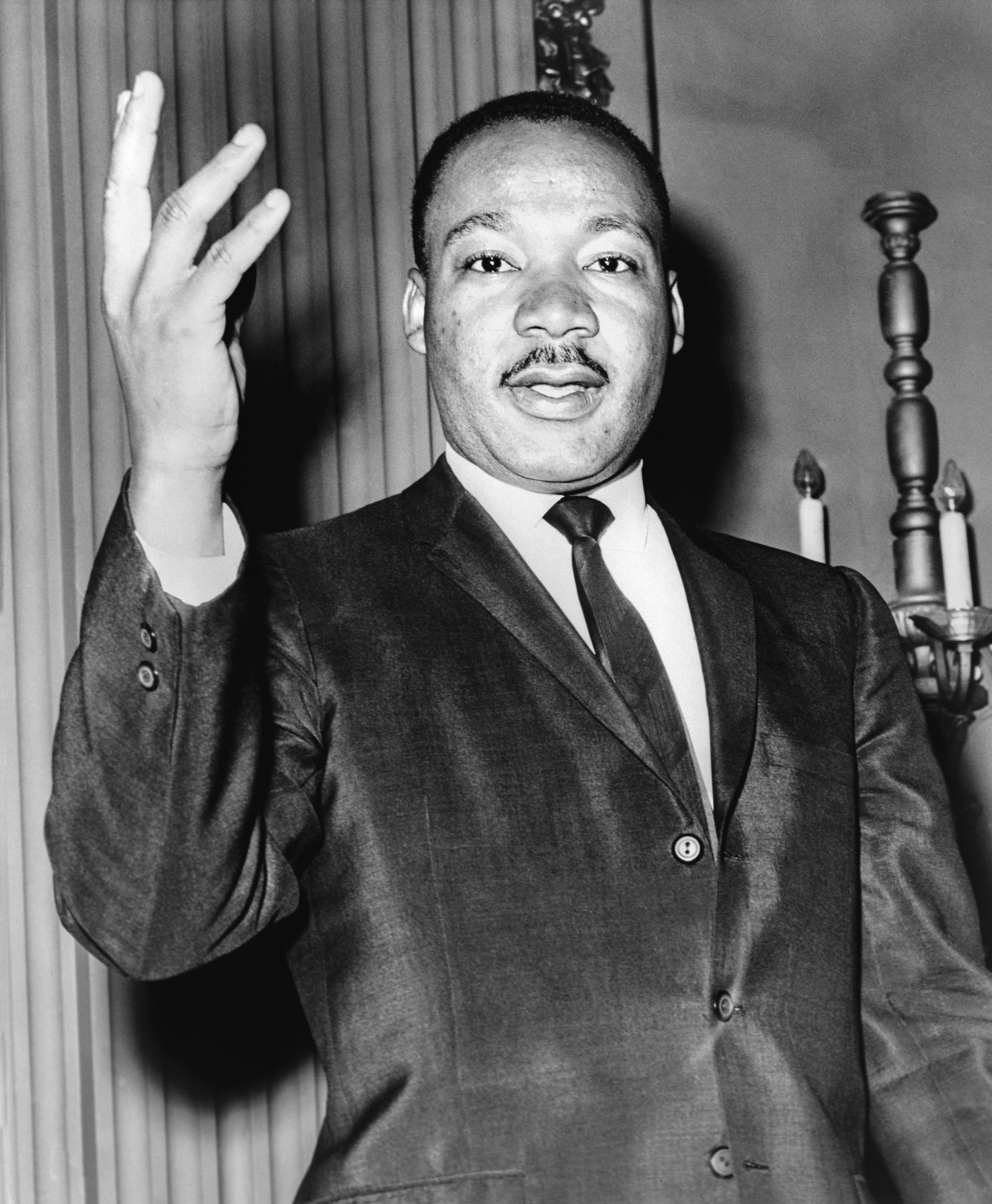
Martin Luther King. Kritikusai szerint Angelou költészete azt az afroamerikai szóbeli hagyományt idézi fel, amit King beszédei is

Bár Angelou költőnek és drámaírónak tartotta magát, amikor szerkesztője, Robert Loomis rávette az I Know Why the Caged Bird Sings megírására, leginkább életrajzi műveiről lett ismert. Lupton szerint azonban számos olvasója elsődlegesen költőnek tartja. Elsie B. Washington kritikus „a fekete nők koszorús költőjének” nevezte, verseit pedig az afroamerikaiak himnuszainak. Költőként épp olyan sikert aratott, mint életrajzi szerzőként. Már pályafutása elején felváltva adta ki életrajzi írásait és versesköteteit. Első verseskötete, a Just Give Me a Cool Drink of Water 'Fore I Diiie 1971-ben jelent meg, röviddel az I Know Why the Caged Bird Sings után, és Pulitzer-díjra jelölt bestseller lett.
Angelou egyik leghíresebb verse az On the Pulse of Morning, melyet Bill Clinton beiktatásán szavalt el 1993-ban. Lupton kijelentette, hogy „Angelou nagyságát ennek a versnek fogják tulajdonítani”, és hogy a költő színpadias előadásmódja, melynél alkalmazta színészként és szónokként tanult képességeit, visszatérést jelentett az olyan afroamerikai szónokok beszédstílusához, mint Frederick Douglass, Martin Luther King és Malcolm X. Angelou másik híres nyilvános versszavalása az A Brave and Startling Truth előadása volt 1995-ben, az ENSZ alapításának 50. évfordulóján. Szintén 1995-ben elszavalta egy versét a Million Man March (Egymilliók vonulása) néven ismert fekete emberjogi rendezvényen. 2009-ben a Michael Jacksonról írt We Had Him című versét Queen Latifah olvasta fel a sztár temetésén.
Gillespie kijelentette, hogy Angelou „az Arkansas állambeli Stampsben szeretett bele a költészetbe”. Miután nyolcévesen megerőszakolták, és néma lett, rengeteg irodalmi művet olvasott és tanult meg kívülről, köztük verseket. A Caged Birdben leírta, hogy egy barátja, Mrs. Flowers segített neki, hogy elszavalja ezeket, így kitörjön a némaságból. Gillespie szerint Angelou verseinek nyelvezete „a feketék beszédének gazdagságát és érzékenységét tükrözi”, ezért hangosan kell olvasni őket. Ezt maga Angelou is megerősítette egy 1983-ban adott interjújában.
Zofia Burr úgy vélte, Angelou azért „nem képes lenyűgözni a hivatásos verskritikusokat”, mert versei témája és népszerűsége nem tetszik nekik, emellett a kritikusok jobban értékelik a verset írott, nem pedig szóban előadott műfajként. James Finn Cotter kritikus, amikor Angelou 1976-ban megjelent Oh Pray My Wings Are Gonna Fit Me Well verseskötetéről írt kritikát, a kötetet „a siker veszélyei szerencsétlen példájaként” jellemezte. John Alfred Avant kritikus a Pulitzer-díjra jelölt Just Give Me a Cool Drink of Water 'Fore I Diiie-ról írta, hogy „nem tökéletes, semmilyen szempontból.” Burr ellenvetése szerint Angelou kritikusai nem veszi figyelembe a költő tágabb célkitűzését: hogy „reprezentatív legyen, nem egyéni, és irányadó, nem kitárulkozó.”
Joanne Braxton kijelentette, hogy „Angelou közönségét, ami nagyrészt nőkből és feketékből áll, nem nagyon érdekli, mit mondanak műveiről az uralkodó irodalmi hagyomány fehér és/vagy férfi kritikusai. Ez a közönség nem irodalomkritikusokat olvas, hanem Maya Angelout.”

## Fordítás
- Ez a szócikk részben vagy egészben  a   Maya Angelou című angol Wikipédia-szócikk ezen változatának fordításán alapul.  Az eredeti cikk szerkesztőit annak laptörténete sorolja fel. Ez a jelzés csupán a megfogalmazás eredetét és a szerzői jogokat jelzi, nem szolgál a cikkben szereplő információk forrásmegjelöléseként.

## Bibliográfia
- Angelou, Maya (1969). I Know Why the Caged Bird Sings. New York: Random House. ISBN 0-375-50789-2
- Angelou, Maya (1993). Wouldn't Take Nothing for My Journey Now. New York: Random House. ISBN 0-394-22363-2
- Braxton, Joanne M., ed. (1999). Maya Angelou's I Know Why the Caged Bird Sings: A Casebook. New York: Oxford Press. ISBN 0-19-511606-2
  - Braxton, Joanne M. "Symbolic Geography and Psychic Landscapes: A Conversation with Maya Angelou", pp. 3–20
  - Tate, Claudia. "Maya Angelou: An Interview", pp. 149–158
- Burr, Zofia. (2002). Of Women, Poetry, and Power: Strategies of Address in Dickinson, Miles, Brooks, Lorde, and Angelou. Urbana, Illinois: University of Illinois Press. ISBN 0-252-02769-8
- Gillespie, Marcia Ann, Rosa Johnson Butler, and Richard A. Long. (2008). Maya Angelou: A Glorious Celebration. New York: Random House. ISBN 978-0-385-51108-7
- Hagen, Lyman B. (1997). Heart of a Woman, Mind of a Writer, and Soul of a Poet: A Critical Analysis of the Writings of Maya Angelou. Lanham, Maryland: University Press. ISBN 0-7618-0621-0
- Johnson, Claudia, ed. (2008). Racism in Maya Angelou's I Know Why the Caged Bird Sings. Detroit, Michigan: Gale Press. ISBN 0-7377-3905-3
  - Johnson, Claudia. "Introduction", pp. 9–11
  - Bloom, Lynn Z. "The Life of Maya Angelou", pp. 16–24
- Lauret, Maria (1994). Liberating Literature: Feminist Fiction in America. New York: Routledge Press. ISBN 0-415-06515-1
- Long, Richard. (2005). "Maya Angelou". Smithsonian 36, (8): pp. 84–85
- Lupton, Mary Jane (1998). Maya Angelou: A Critical Companion. Westport, Connecticut: Greenwood Press. ISBN 0-313-30325-8
- McWhorter, John. (2002). "Saint Maya." The New Republic 226, (19): pp. 35–41.
- O'Neale, Sondra. (1984). "Reconstruction of the Composite Self: New Images of Black Women in Maya Angelou's Continuing Autobiography", in Black Women Writers (1950–1980): A Critical Evaluation, Mari Evans, ed. Garden City, N.Y: Doubleday. ISBN 0-385-17124-2
- Toppman, Lawrence. (1989). "Maya Angelou: The Serene Spirit of a Survivor", in Conversations with Maya Angelou, Jeffrey M. Elliot, ed. Jackson, Mississippi: University Press. ISBN 0-87805-362-X
- Walker, Pierre A. (October 1995). "Racial Protest, Identity, Words, and Form in Maya Angelou's I Know Why the Caged Bird Sings". College Literature 22, (3): pp. 91–108.